# 인터넷 다운로드 매니저
인터넷 다운로드 매니저(Internet Download Manager, IDM)는 셰어웨어 다운로드 관리자이자 인터넷 브라우저 다운로드 관리용 가속 도구이다. 마이크로소프트 윈도우 운영 체제에서만 동작하며, 인터넷 익스플로러, 오페라, 넷스케이프 내비게이터, 애플 사파리, 플로크, 구글 크롬, 모질라, 모질라 파이어폭스와 함께 동작한다.